# Elisabeth André

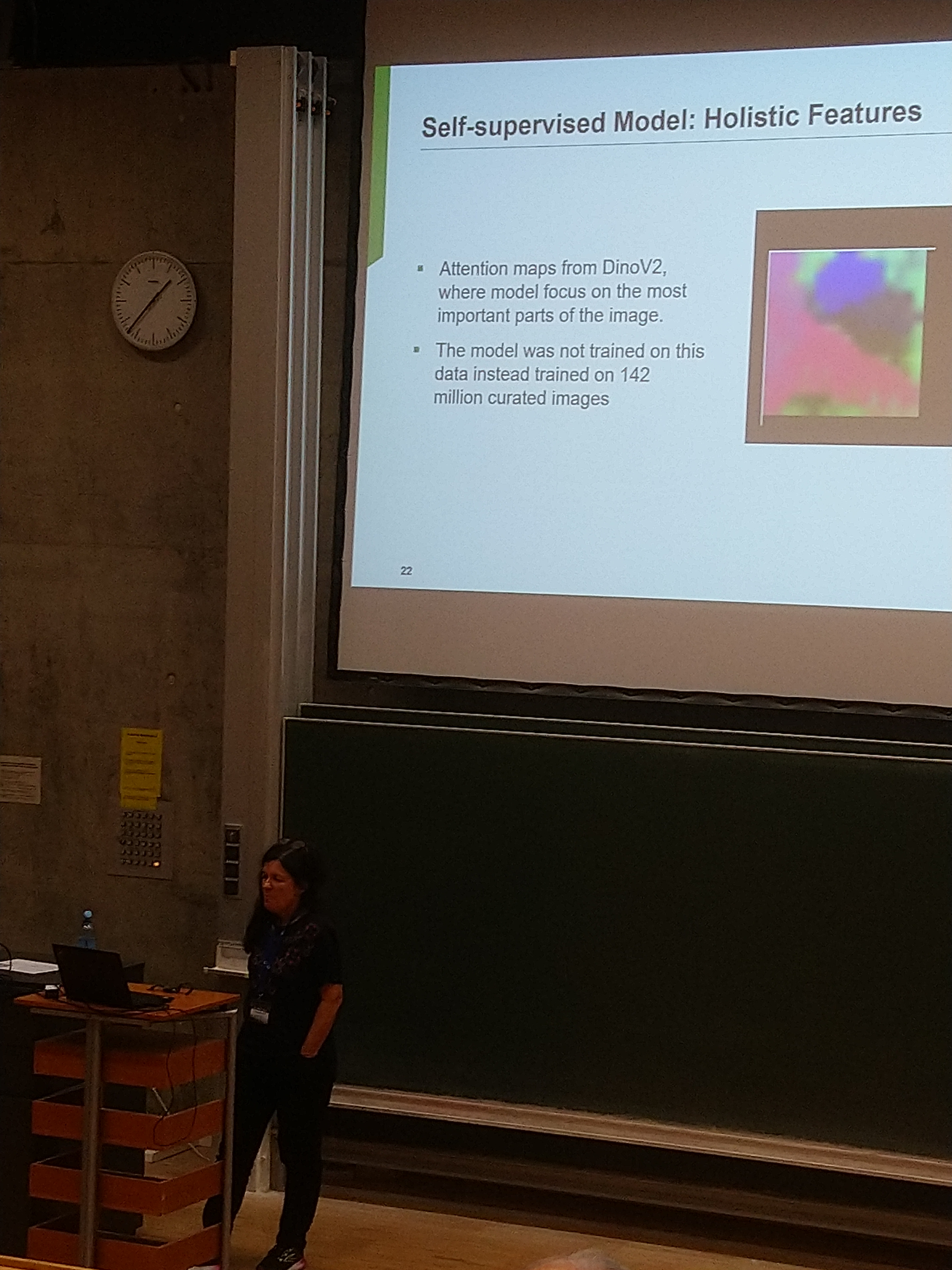
Elisabeth André bei einem Vortrag auf der Konferenz KI 2024

Elisabeth André (* 3. November 1961 in Saarlouis) ist eine deutsche Informatikerin und Inhaberin des Lehrstuhls Menschzentrierte Künstliche Intelligenz der Universität Augsburg.

## Werdegang
André schloss ihr Studium der Informatik an der Universität des Saarlandes 1988 mit einer Diplomarbeit zum Thema „Generierung natürlichsprachlicher Äußerungen zur simultanen Beschreibung von zeitveränderlichen Szenen: Das System SOCCER“ ab. Von 1988 bis 2001 war sie als wissenschaftliche Mitarbeiterin am Deutschen Forschungszentrum für Künstliche Intelligenz tätig. 1995 wurde sie mit einer Dissertation zum Thema „Ein planbasierter Ansatz zur Generierung multimedialer Präsentationen“ zum Dr. rer. nat. promoviert. 2000 folgte sie dem Ruf auf eine C4-Professur an der Universität Augsburg. 2001 übernahm sie dort die Leitung des Lehrstuhls für Multimedia-Konzepte und Anwendungen. Von 2004 bis 2006 fungierte sie als geschäftsführende Direktorin des Instituts für Informatik an der Universität Augsburg.
André erforscht als Expertin für „Intelligent User Interfaces“, „Virtual Agents“ und „Social Computing“ Aspekte und neue technische Methoden der Interaktion von Mensch und Computer mit der Zielsetzung der Vereinfachung des Umgangs mit technischen Geräten für den Menschen. Ihre Forschungsschwerpunkte sind Mensch-Maschine-Interaktion, Multimodale Interfaces, Multimodale Analyse (physiologische Daten, Augenbewegungen, Sprache, Gestik), Affective Computing, greifbare und haptische Benutzerschnittstellen, Interaktionstechniken für erweiterte Realitäten, virtuelle Charaktere und Interaktion mit Mobilgeräten in instrumentierten Räumen. An der transdisziplinären Forschung sind Mediengestalter, Kognitionspsychologen, Pädagogen und Dramaturgen beteiligt.

## Auszeichnungen
- 1995 Europäischer „Information Technology Innovation Award“ (IT Prize)
- 1998 RoboCup Scientific Award
- 2000 Best Paper Award, International Conference on Intelligent User Interfaces
- 2005 Convivio Best Demo Award for People-centered Agent Technologies
- 2007 Alcatel-Lucent Fellowship am Internationalen Zentrum für Kultur- und Technikforschung der Universität Stuttgart (IZKT)
- 2007, 2008, 2009 Best Paper Finalist der International Conference on Intelligent Virtual Agents
- seit 24. März 2010 Mitglied (Matrikel-Nr. 7338) der Deutschen Akademie der Naturforscher Leopoldina[2]
- seit 2010 Mitglied von AcademiaNet[3]
- seit 2010 Mitglied der Academia Europaea[4]
- seit 2013 ECCAI Fellow vom European Coordinating Committee for Artificial Intelligence (ECCAI)[5]
- 2014 Einladungsprofessur Universität Paris-Süd
- seit 2017 Mitglied der CHI Akademie (SIGCHI)[6]
- 2019 eine der „Zehn prägenden Köpfe der deutschen KI-Geschichte“[7] von der Gesellschaft für Informatik
- 2021 Gottfried Wilhelm Leibniz-Preis
- 2022 Mitglied der Bayerischen Akademie der Wissenschaften
- 2023 Mitglied der Deutschen Akademie der Technikwissenschaften (acatech)

## Mitgliedschaften in wissenschaftlichen Gremien
- Gutachter für DFG, Europäische Union und diverse nationale Organisationen zur Forschungsförderung in den USA (National Science Foundation (NSF)), Dänemark, dem Vereinigten Königreich, Irland, Kanada, Schweden, Schweiz, Österreich und den Niederlanden.
- Mitgliedschaft im Editorial Board der Fachzeitschriften Cognitive Processing – International Quarterly of Cognitive Science, Universal Access in the Information Society: An interdisciplinary journal, AI Communications (AICOM), Journal of Autonomous Agents and Multi-Agent Systems (JAAMAS)
- Mitherausgeber der Fachzeitschriften ACM Transactions on Interactive Intelligent Systems (TiiS), IEEE Transactions on Affective Computing (TAC), International Journal of Human-Computer Studies (bis 2010)
- Mitglied des DFG Fachkollegiums 409-4 Künstliche Intelligenz, Bild- und Sprachverarbeitung seit April 2008, seit 2007 Vertreterin des Fachs „Künstliche Intelligenz, Bild- und Sprachverarbeitung“ im DFG-Fachkollegium „Informatik“, 2002–2004 Multimodal Interfaces, Computational Linguistics

## Publikationen (Auswahl)
Von 1998 bis 2017 wurden über 240 Zeitschriften-, Buch- und Konferenzbeiträge veröffentlicht, die von André im Rahmen ihrer wissenschaftlichen Tätigkeit verfasst wurden bzw. an denen sie wesentlich beteiligt war.
- E. André: Preparing emotional agents for intercultural communication. In: Rafael A. Calvo, S. D’Mello, J. Gratch, A. Kappas (Hrsg.): The Oxford Handbook of Affective Computing. Oxford University Press, 2014, S. 309–320.
- E. André, J. C. Martin, F. Lingenfelser, J. Wagner: Multimodal fusion in human-agent dialogue. In: M. Rocj, N. Campbell (Hrsg.): Coverbal Synchrony in Human-Machine Interaction, CRC Press. Taylor & Francis Group, 2014, S. 387–410.
- E. André, J. C. Martin: Multimodal systems. In: R. Mitkov (Hrsg.): The Oxford Handbook of Computational Linguistics. 2. Auflage. Oxford University Press, 2014.
- D. Kuchenbrandt, M. Häring, J. Eichberg, F. Eyssel, E. André: Keep an eye on the task! How gender typicality of tasks influence human-robot interactions. In: I. J. Social Robotics. 6, 2014, S. 417–427.
- J. Wagner, F. Lingenfelser, E. André: Building a robust system for multimodal emotion recognition. In: A. Konar, A. Chakraborty (Hrsg.): Emotion Recognition: A Pattern Analysis Approach. John Wiley & Sons, S. 379–419.
- B. Endrass, E. André, M. Rehm, Y. Nakano: Investigating culture-related aspects of behavior for virtual characters. Autonomous Agents and Multi-Agent Systems. 2013, S. 1–28.
- J. Wagner, E. André, F. Lingenfelser, J. Kim, T. Vogt: Exploring fusion methods for multimodal emotion recognition with missing data. IEEE Transactions on Affective Computing, 2011.
- E. André: Experimental Methodology in Emotion-Oriented Computing. IEEE Pervasive Computing. 10, 2011, S. 54–57.
- B. Endraß, M. Rehm, E. André: Planning Small Talk behavior with Cultural Influences for Multiagent Systems. In: Computer Speech & Language. 25, 2011, S. 158–174.
- E. André, C. Pelachaud: Interacting with embodied conversational agents. In: F. Chen, K. Jokinen (Hrsg.): Speech Technology. Springer US, 2010, S. 123–149.
- E. André: Design and Evaluation of Embodied Conversational Agents for Educational and Advisory Software. In: R. Luppicini (Hrsg.): Handbook of Conversation Design for Instructional Applications. Information Science Reference, 2008.
- J. Kim, E. André: Emotion Recognition based on Physiological Changes in Music Listening. In: IEEE Transactions on Pattern Analysis and Machine Intelligence. 30, 2008, S. 2067–2083.
- E. André, Laila Dybkjaer, Wolfgang Minker, Paul Heisterkamp: Affective Dialogue Systems. Springer, 2004, ISBN 3-540-22143-3. (eingeschränkte Vorschau)
- E. André: Ein planbasierter Ansatz zur Generierung multimedialer Präsentationen. Dissertation. 1995, ISBN 3-89601-108-1.